# Coreopsideae
Coreopsideae là một tông thực vật có hoa thuộc phân họ Asteroideae.

## Phân loại
Tông này bao gồm các chi như Cosmos và Dahlia.
Một nhóm tương tự đã được công nhận từ năm 1829, nói chung như một phần của tông Heliantheae (Cassini, 1819). Vào cuối thế kỷ 20, các phân tích phân tử đã làm sáng tỏ và định nghĩa lại một chút cho nhóm này và công nhận nó như là một tông riêng biệt, gọi là Coreopsideae. Heliantheae nghĩa rộng được chia ra thành các tông Bahieae, Chaenactideae, Coreopsideae, Helenieae và Heliantheae nghĩa hẹp (sensu stricto).
Tông này được ghi nhận bằng đặc trưng là có các lá bắc màu xanh lục sáng bóng tại gốc của đầu hoa xếp thành 2 hàng: hàng trong gồm các lá bắc mọc xít gần nhau và hàng ngoài gồm ít lá bắc hơn hướng xuống dưới.

## Các chi
- Bidens L. - Quỷ châm thảo
- Chrysanthellum Rich.
- Coreopsis L. - Cúc duyên. Electranthera was subsequently split off[7]
- Cosmos Cav. - Cúc chuồn
- Cyathomone S.F.Blake
- Dahlia Cav. - Thược dược
- Dicranocarpus A.Gray
- Diodontium F.Muell.
- Ericentrodea S.F.Blake
- Fitchia Hook.f.
- Glossocardia Cass. - Hương như
- Goldmanella Greenm.
- Henricksonia B.L.Turner
- Heterosperma Cav.
- Hidalgoa La Llave
- Isostigma Less.
- Koehneola Urb.
- Moonia Arn.
- Narvalina Cass.
- Oparanthus Sherff
- Petrobium R.Br.
- Pinillosia Ossa ex DC.
- Selleophytum Urb.
- Tetraperone Urb.
- Thelesperma Less.
- Trioncinia (F.Muell.) Veldkamp

## Thư viện
- Rebecca T. Kimballa, Daniel J. Crawford (2004), "Phylogeny of Coreopsideae (Asteraceae) using ITS sequences suggests lability in reproductive characters", Molecular Phylogenetics and Evolution, 33 (1): 127–139, doi:10.1016/j.ympev.2004.04.022, PMID 15324843